# Centralne Laboratorium Przemysłu Dziewiarskiego
Centralne Laboratorium Przemysłu Dziewiarskiego – polska jednostka naukowo-badawcza w Łodzi powołana w 1948, zajmująca się dziedzinami związanymi z przemysłem włókienniczym działająca w ramach Instytutu Włókiennictwa. Od 1995 po przekształceniach jako „Instytut Technik i Technologii Dziewiarskich TRICOTEXTIL”.

## Historia
Powstało w 1948 w Łodzi. Prowadzi badania naukowe i prace rozwojowo-wdrożeniowe w zakresie inżynierii materiałowej, polimerów, chemii włókienniczej, nano- i mikrotechnologii, ochrony środowiska, biotechnologii, technik i technologii włókienniczych. 
W latach 60. zespół laboratorium: Przemysław Granat, Andrzej Nawrocki, Czesław Okrojek i Zdzisław Zbieranowski rozpoczęli prace nad zastosowaniem poliestrów w medycynie, przede wszystkim w chirurgii. Prowadzono badania nad zastosowaniem różnych materiałów włókienniczych w medycynie, np. nici chirurgicznych. Przy współpracy z Henrykiem Kusiem, Janem Nielubowiczem, Janem Mollem, Antonim Dziatkowiakiem, Adamem Grucą powstały z biomateriałów endoprotezy naczyniowe, endoprotezy odtwarzające powłoki brzuszne. Pojawiły się protezy ścięgien i więzadeł. Za te prace czterech pracowników laboratorium i Jan Nielubowicz otrzymali w 1964 zespołową Nagrodę Państwową II stopnia.
Od 1963 laboratorium uzyskało prawo przyznawania oznaczenia znakiem jakości wyrobów dziewiarskich i pończoszniczych.
W 2007 Instytut Inżynierii Materiałów Włókienniczych, Instytutu Technik i Technologii Dziewiarskich „TRICOTEXTIL” oraz Instytut Architektury Tekstyliów (wcześniej Centralny Ośrodek Badawczo-Rozwojowy Przemysłu Bawełnianego) włączono do Instytutu Włókiennictwa. Po reorganizacji dzięki funduszom ze środków Europejskiego Funduszu Rozwoju Regionalnego utworzono nowe Laboratorium Badań Włókienniczych Wyrobów Medycznych, które wykonuje badania w zakresie oceny i klasyfikacji włókienniczych wyrobów medycznych, takich jak: fartuchy chirurgiczne, obłożenia pola operacyjnego i odzieży jednorazowego i wielorazowego użytku dla personelu bloków operacyjnych.